# Семёновский сельсовет (Амурская область)
Семёновский сельсове́т — сельское поселение в Свободненском районе Амурской области.
Административный центр — село Семёновка.

## История
2 августа 2005 года в соответствии Законом Амурской области № 31-ОЗ муниципальное образование наделено статусом сельского поселения. 25 июня 2012 года в соответствии Законом Амурской области № 61-ОЗ Маркучинский сельсовет вошёл в состав Семёновского сельсовета.

## Население
| 2002 | 2010 | 2011 | 2012 | 2013 | 2014 | 2015 |
| ---- | ---- | ---- | ---- | ---- | ---- | ---- |
| 559  | ↘510 | →510 | ↗518 | ↗738 | ↗750 | ↘718 |
| 2016 | 2017 | 2018 | 2021 |      |      |      |
| ↘695 | ↘682 | ↘663 | ↘514 |      |      |      |

## Состав сельского поселения
| № | Населённый пункт | Тип населённого пункта       | Население |
| - | ---------------- | ---------------------------- | --------- |
| 1 | Маркучи          | село                         | ↘206      |
| 2 | Семёновка        | село, административный центр | ↘327      |
| 3 | Сукромли         | село                         | ↘130      |